# Pedro Isaac Barreiro
Pedro Isaac Barreiro Chancay, (Santa Ana de Vuelta Larga, provincia de Manabí, 1949) Médico salubrista y escritor ecuatoriano, especialista en Salud Pública. Hijo de Pedro Barreiro Navia y Graciela Chancay Ortiz.

## Datos biográficos
Pedro Isaac Barreiro Chancay nació en Santa Ana, pequeña población cercana a la ciudad de Portoviejo, capital de la Provincia de Manabí (Ecuador), el 3 de julio de 1949, hijo de José Pedro Barreiro Navia y Graciela Chancay Ortiz, ambos naturales de la misma ciudad. Realizó su educación primaria en la Escuela “9 de Octubre” de su lugar natal, y a la edad de 11 años, para continuar con sus estudios secundarios, tuvo que trasladarse a la ciudad de Quito, donde ingresó al Instituto Nacional Mejía, uno de los colegios más emblemáticos de la República del Ecuador, fundado en la época liberal del Gobierno del General Eloy Alfaro en el año de 1897 y considerado como el primer centro educativo laico del país. Posteriormente ingresó a la Facultad de Ciencias Médicas de la Universidad Central del Ecuador en donde se graduó como doctor en Medicina y Cirugía en el año de 1976. 
Culminada su formación profesional básica como médico, tuvo que trasladarse a la parroquia Pasa, ubicada en la región interandina de su país en donde cumplió con el año de servicio social obligatorio denominado “Medicatura Rural”, requisito indispensable para ejercer libremente la profesión en Ecuador. Fue durante ese año de trabajo, en medio de una población marginada y eminentemente indígena, que nació y se desarrolló su vocación de servicio hacia los más necesitados. Cumplida dicha obligación, se vinculó profesionalmente con el Seguro Social Campesino, una dependencia del Instituto Ecuatoriano de Seguridad Social (IESS) y trabajó durante 5 años en la zona rural del cantón Montecristi (provincia de Manabí), en los dispensarios de Bajo de Pechiche y La Pila. Gracias a un merecido ascenso, regresó a Quito (ciudad en la que se radicó definitivamente) en 1981 a ocupar el puesto de Médico Supervisor Nacional. 
Con su esposa, Alba Sánchez Zurita, médica especializada en Acupuntura incursionó en el extenso campo de las llamadas Medicinas Alternativas, lo cual se reflejó en la preparación y publicación conjunta de varios trabajos en este campo de la medicina. Tienen dos hijos: María Augusta (1979), y José Manuel (1981).
Apasionado por las letras y el buen uso del idioma, incursionó desde muy joven en el mundo de la literatura (ensayo, cuento, poesía y novela) con notable éxito, y tiene en su haber varias publicaciones que, sumadas a su importante producción en el ámbito profesional, constituyen un importante acervo dentro de la cultura ecuatoriana. Es miembro de la Casa de la Cultura Ecuatoriana y de la Corporación Ecuatoriana de Escritores Médicos, organización que forma parte de la Unión Mundial de Escritores Médicos.

## Estudios académicos
Una vez culminados sus estudios universitarios en la Facultad de Ciencias Médicas de la Universidad Central del Ecuador y luego de haberse graduado como doctor en Medicina y Cirugía en1976, continuó su formación en la prestigiada Escuela de Salud Pública de México (hoy Instituto Nacional de Salud Pública) en donde obtuvo su grado académico de maestro (magíster) en Salud Pública (1984). Complementó su formación en Planificación de Servicios de Salud en la Universidad Nacional de Antioquia en Medellín (1991) y adicionalmente obtuvo el título de Especialista en Seguridad y Desarrollo en el Instituto de Altos Estudios Nacionales del Ecuador (1996). Aparte del proceso de formación profesional, continuó su enriquecimiento y permanente actualización a través de cursos de menor duración en salud pública, economía de la salud, administración pública, administración de servicios de salud, epidemiología, medicina comunitaria, economía de la salud, etc. en varios países latinoamericanos.

## Ejercicio Profesional
Una vez graduado en la Universidad Central del Ecuador, y luego de haber cumplido su Medicatura Rural, se vinculó al Instituto Ecuatoriano de Seguridad Social (IESS) a través del Seguro Social Campesino. En esta dependencia laboró durante 26 años, inicialmente como médico tratante en los dispensarios de La Pila y Bajo de Pechiche en la provincia de Manabí, y posteriormente como Médico Supervisor Nacional, Médico Jefe del Departamento de Prestaciones de Salud y como director nacional, responsabilidad esta última que ejerció con notable éxito y reconocimiento nacional e internacional durante cinco años. Además se desempeñó como director general del IESS, y posteriormente, durante 10 años cumplió funciones de asesor, tanto de la Presidencia del Consejo Directivo, como de la Dirección del Seguro de Salud Individual y Familiar de la misma institución. Durante un corto intermedio de 4 años prestó sus servicios profesionales en el Ministerio de Salud Pública, dependencia en la que se encargó de la gestión del Proyecto de Supervivencia Infantil (financiado por USAID) y posteriormente de la Coordinación General del Despacho Ministerial.
En calidad de consultor, participó en la elaboración del articulado sobre Seguridad Social constante en la Constitución de la República del Ecuador expedida en 1998. En el ámbito docente, ha participado como profesor en la Escuela de Tecnología Médica de la Universidad Central del Ecuador y en varios programas académicos de posgrado en gerencia de servicios de salud en la misma universidad y como conferencista invitado en temas de salud pública en otros centros de educación superior del Ecuador y de varios países latinoamericanos.

## Actividad Literaria
Dentro de la actividad literaria cuenta con una importante producción. En el campo de la poesía se destacan varios poemarios como: Poemas para Alba (1981), De Regreso (1990), Los Versos Prohibidos (2008) y numerosas creaciones no publicadas aún dentro de la cual cabe resaltar sus poemas A Quito (2012), Preguntas para esta noche (2013), Tengo una deuda contigo (2010), etc., a través de las cuales se pone de manifiesto su conciencia cívica y su preocupación por los temas sociales, como se evidencia -por ejemplo- en los siguientes versos:
```
	“Esta noche la palabra, ha soltado sus amarras
        y vuela,
        como el viento,
	 libre, por los pueblos de la Patria!”
```

Su producción en prosa incluye un género que Barreiro denomina “miniaturas”, recopiladas en libros que han sido muy bien recibidos por la crítica, tales como: Tarqui 707 (1995), Mamita Galud (2002), o El Tendón de Aquiles (2009). A finales de 2013 publicó su primera novela El Escritor, apasionante recorrido por la psiquis humana a propósito de la cual la gran poeta ecuatoriana Violeta Luna dice que se trata de “…un relato extenso, de profunda intensidad erótica. De un erotismo que rebasa y transgrede el plan real para evadirse irradiando sublimidad y asombro. La fascinante trama lleva al lector a vivir una atmósfera de irrealidad, que intriga, y lo hace dudar si aquello que acaba de leer pueda ocurrir en el mundo real”.

## Médico y Humanista
Enriquecido espiritualmente a largo de su vida gracias a su profesión y a su permanente contacto con las realidades de diversos grupos humanos, siempre se alineó entre las personas y organizaciones sociales que luchan por el bienestar de los demás a través de la vigencia de la honestidad, de la equidad y del bien común. Su actividad como salubrista y funcionario público se distinguió por su apego a la ley, al respeto y al orden, característica reconocida por todos quienes han trabajado a su lado y que le valieron para su ingreso a la Sociedad Ecuatoriana de Bioética, organización dedicada a la defensa de los principios éticos de la sociedad y a la defensa de la vida en todas sus manifestaciones. 
Desde 2011 participa activamente en la Corporación Ecuatoriana de Escritores Médicos poniendo al servicio de sus compañeros su experiencia administrativa y su vocación literaria. En el ámbito gremialista es muy reconocida su participación en la defensa, tanto de los derechos de los pacientes, como del digno ejercicio de la profesión médica. Amante de las manifestaciones artísticas y de la música en particular, también forma parte de la Rondalla de Médicos de Pichincha, agrupación musical vigente desde hace más de 25 años, formada íntegramente por distinguidos profesionales de la salud de distintas especialidades.

### Publicaciones sobre Salud y Seguridad Social
- El concepto Salud-Enfermedad. Quito, 1986: Boletín de Informaciones Científicas Nacionales. 119 ( ): 63-70.
- Los Servicios de Atención a la Salud. Quito, 1987: Boletín de Informaciones Científicas Nacionales. 121 ( ): 157-161.
- La Atención en Salud en el Seguro Social Campesino. En: Los Problemas de Salud en el Ecuador. Quito, 1987: USAID-OPS/OMS-IESS. pp. 109-123).
- La Atención a la Salud y la Acupuntura en el Ecuador. Quito, 1989: Boletín de la Sociedad Ecuatoriana de Salud Pública. (2): 17-21).
- Criterios de los administradores de salud frente a la Acupuntura y Moxibustión. Quito 1989: Revista Médica del IESS. (11): 32-36.
- Las plantas medicinales. Santa Ana. 1990: Reporte Médico. 1 (1): 18-20.
- La Extensión de los Servicios de Salud a Nivel Rural. En: 25 Años por la Salud del Ecuador. Quito, 1992: Ministerio de Salud Pública.
- La Salud y la Acupuntura en el Ecuador. Santa Ana, 1992: Reporte Médico 2 (3): 3-8.
- El Enfoque de Riesgo y la Atención Primaria de Salud. Santa Ana, 1993: Reporte Médico 2 (4): 9-15.
- El Seguro Social Campesino: Apuntes para su Historia. Quito, 1993: Instituto Ecuatoriano de Seguridad Social.
- Mecanismos para extender la cobertura de la Seguridad Social en el área rural del Ecuador. Quito, 1996: Tesis de Grado en el Instituto de Altos Estudios Nacionales.
- El Seguro Social Campesino: Una aproximación a su realidad. Quito, 1997: FENACOME –CAPI. IESS.
- La Atención Primaria de Salud y el Proceso de Reforma. Quito, 1997: CEPAR. Seguridad Social.
- El Seguro Social Campesino. Historia y Reforma. Quito, 1997: Proyecto Análisis y Promoción de Políticas de Salud. CEPAR, USAID.
- El Seguro Social Campesino. Visión Actual. Quito, 2002: Revista Correo Poblacional y de Gerencia en Salud. 10 (1).
- Instituto Ecuatoriano de Seguridad Social y Seguro Social Campesino. En: El Cóndor, la Serpiente y el Colibrí. La OPS y la Salud Pública en el Ecuador Del Siglo XX.   Quito, 2002 Organización Panamericana de la Salud.
- El IESS y el Seguro Campesino. Quito 2004: Programa de las Naciones Unidas para el Desarrollo-Instituto Ecuatoriano de Seguridad Social. PPL Editores. ISBN 9978-43-734-7
- El seguro social campesino. En: La equidad en la mira: La salud pública en Ecuador durante las últimas décadas. Quito 2007: Organización Panamericana de la Salud
- Las prestaciones de salud en el Instituto Ecuatoriano de Seguridad Social. Quito, 2011: IESS.ISBN 978-9942-03-991-0
- La prestación de salud en el IESS. En: La Salud de la Seguridad Social en la Historia del Ecuador. Quito, 2012: IESS.
- Acerca del Sistema Nacional de Salud. Federación Médica Ecuatoriana Publicación por 75 Aniversario . Quito, 2017
- La crisis de las prestaciones del IESS. En: El IESS hacia un cambio seguro .- Henry Llanes . Quito, 2017: ISBN 978-9942-28-321-4
- La Salud Pública y las Epidemias. Noticiero Médico - Edición digital. Quito, abril de 2020
- La Salud en 2020. Noticiero Médico - Edición Digital. Quito, diciembre de 2020
- A propósito de la inmunidad "de rebaño". Noticiero Médico - Edición Digital. Quito, diciembre de 2021
- Crisis del Seguro de Salud del IESS" Noticiero Médico - Edición Digital N° 113. Quito, enero de 2023

### Trabajos Literarios Publicados
- Poemas para Alba (Poesía). Portoviejo, 1981: Casa de la Cultura Ecuatoriana, Núcleo Manabí.
- De Regreso (Poesía). Chicago, 1990: Tipografía: Letragraf. ISBN 9978-82-053-1
- Tarqui 707 y Otras Miniaturas (Relato). Quito, 1995: Crearte-PPL Impresiones. ISBN 9978-82-791-9
- Mamita Galud (Ensayo). Quito, 2002: Cafelibro-PPL Impresiones. ISBN 9978-42-313-3
- Los Versos Prohibidos (Poesía). Quito, 2008: V&M Gráficas. ISBN 978-9942-02-071-0
- El Tendón de Aquiles (Cuento). Quito, 2009: Editorial El Conejo. ISBN 978-9978-87-375-5
- A Quito (Poesía). Quito, 2012: CENIESPE.
- El Escritor (Novela). Quito, 2013: Novel Editores. ISBN 978-9942-988-84-3
- Poesía para el Siglo XXI. Poesía de Coyuntura (Poesía). Quito, 2016: Corporación Ecuatoriana de Escritores Médicos. ISBN 978-9942-14-615-1
- Escritos médicos contemporáneos (Varios géneros). Quito, 2018: Corporación Ecuatoriana de Escritores Médicos. ISBN 978-9942-30-638-8
- El tendón de Aquiles” Folia Humanística, Barcelona 2019(12):51-59. Doi: http://dox.doi.org/10.30860/0055 (enlace roto disponible en Internet Archive; véase el historial, la primera versión y la última).
- Esthelita, Folia Humanística, Barcelona 2020; 1(2): 50-54.Doi: http://doi.org/10.300860/0062©  2020
- Primera guardia en Neurología. En: Relación médico-paciente. Quito, 2020: Pontificia Universidad Católica del Ecuador. ISBN 978-9978-77-478-6
- De Médicos y Medicinas. (Relatos). Quito, 2022: Centro de Publicaciones PUCE. ISBN 978-9978-77-589-9